# Уильямс, Чаронда
Чаронда Риджайна Уильямс (англ. Charonda Regina Williams; род. 27 марта 1987, Ричмонд, Калифорния) — американская легкоатлетка, специалистка по бегу на короткие дистанции. Выступала за сборную США по лёгкой атлетике в 2009—2017 годах, победительница ряда крупных стартов международного и национального значения, участница чемпионатов мира 2009 года в Берлине и 2013 года в Москве.

## Биография
Чаронда Уильямс родилась 27 марта 1987 года в Ричмонде, штат Калифорния.
Занималась лёгкой атлетикой во время учёбы в местной старшей школе Gompers High School, затем выступала за легкоатлетическую команду Laney College, а с 2007 года представляла Университет штата Аризона — в составе университетской команды Arizona State Sun Devils успешно выступала на различных студенческих соревнованиях в США, в частности на чемпионатах Национальной ассоциации студенческого спорта (NCAA). Окончила университет в 2009 году, получив степень в области детского образования и семьеведения.
С 2009 года представляла Соединённые Штаты на международной арене, в частности выступила на чемпионате мира в Берлине, где в зачёте бега на 200 метров дошла до стадии полуфиналов.
В 2011 году в дисциплине 200 метров среди прочего выиграла серебряную медаль на Мемориале братьев Знаменских в Жуковском.
В 2012 году выиграла общий зачёт 200-метрового бега в Бриллиантовой лиге, став лучшей на этапах в Лондоне и Стокгольме, однако пройти отбор на Олимпийские игры в Лондоне не смогла из-за неудачного выступления на олимпийском отборочном турнире в Юджине.
В 2013 году принимала участие в чемпионате мира в Москве, в финале 200-метровой дистанции финишировала шестой.
В 2015 году на чемпионате Северной и Центральной Америки и стран Карибского бассейна в Сан-Хосе завоевала серебряную и золотую награды в беге на 100 метров и в эстафете 4 × 400 метров соответственно.
Рассматривалась в качестве кандидатки на участие в Олимпийских играх 2016 года в Рио-де-Жанейро в дисциплине 200 метров, однако на отборочном турнире в Юджине не смогла пройти дальше предварительного квалификационного этапа.
Завершила спортивную карьеру по окончании сезона 2018 года.